# VinES
Công ty Cổ phần giải pháp năng lượng VinES (VinES Energy Solutions Joint Stock Company) là một công ty TNHH cổ phần trực thuộc Tập đoàn Vingroup chuyên nghiên cứu phát triển và sản xuất các loại pin dành cho xe điện. Đặc biệt, VinES có các Viện nghiên cứu công nghệ sản xuất tế bào pin lithium-ion nhằm phục vụ cho việc sản xuất pin xe điện.

## Lịch sử
Nhà máy pin Công ty Cổ phần giải pháp năng lượng VinES được động thổ tại khu kinh tế Vũng Áng, Hà Tĩnh ngày 12 tháng 12 năm 2021.
Ngày 25/10/2022, VinES - công ty thuộc Vingroup, chuyên nghiên cứu phát triển và sản xuất pin lithium chất lượng cao cho xe điện và hệ thống lưu trữ năng lượng đã ký thỏa thuận hợp tác toàn cầu về tái chế pin lithium với Li-Cycle Holdings Corporate.
Ngày 28/11/2022, VinES hợp tác với Gotion High-tech động thổ nhà máy liên doanh sản xuất pin rộng 14 ha (34,5 mẫu Anh) tại Hà Tĩnh (51% thuộc về Gotion High-tech, 49% của VinES) tổng mức đầu tư ước tính là 6.329 tỷ đồng (275 triệu USD), công suất mục tiêu là 5 GWh pin lithium-ion (LFP) hàng năm.
Trong lộ trình hoàn thiện khâu sản xuất pin, ngày 13/12/2022 VinES đã ký hợp tác với Cavico Lao Mining (thành viên Cavico Việt Nam) trong việc cung ứng nguyên liệu Nickel.